# Exyston spinulosus
Exyston spinulosus är en stekelart som beskrevs av Mason 1959. Exyston spinulosus ingår i släktet Exyston och familjen brokparasitsteklar. Inga underarter finns listade i Catalogue of Life.